# Johan Theodor Storaker
Johan Theodor Nilssen Storaker, född 20 februari 1837 i byn Storaker, i vad som skulle komma att bli dåvarande Halse og Harkmarks kommun, utanför staden Mandal, död 6 december 1872 i Lunde i dåvarande Søgne kommun, var en norsk folklorist.
Storaker, som var föreståndare för Søgne lærerskole, skrev åtskilliga folkloristiska uppsatser i bland annat tidskrifter. Del I av Folkesagn, samlede i Lister og Mandals amt av J.Th. Storaker og O. Fuglestvedt utgavs av den senare 1881. Storakers efterlämnade värdefulla samlingar till upplysning om norska allmogens vidskepliga föreställningar inköptes 1874 av staten och förvaras i Oslo universitetsbibliotek.